# Wsparcie ogniowe
Wsparcie ogniowe – polega na wykonaniu zadań ogniowych przez środki rażenia będące w dyspozycji dowódcy określonego szczebla lub jego przełożonego na korzyść podległych związków taktycznych (oddziałów, pododdziałów) wojsk lądowych w celu obniżenia potencjału bojowego przeciwnika, jego zdolności bojowej, zdezorganizowania jego działań i zapewnienia wojskom własnym sprzyjających warunków do wykonania postawionych im zadań operacyjno-taktycznych.

Siły i środki wyznaczone do wsparcia ogniowego nie są podporządkowane dowódcy, na którego korzyść działają, lecz wykonują jedynie zadania bojowe stawiane przez tego dowódcę.

## Charakterystyka
Wsparcie ogniowe  rozumiane jest jako połączone i skoordynowane użycie ognia pośredniego wojsk lądowych i marynarki wojennej, lotnictwa wojsk lądowych, sił powietrznych, ofensywnych działań informacyjnych oraz środków nieśmiercionośnych przeciwko celom naziemnym do wsparcia działań na wszystkich szczeblach dowodzenia. To integracja ognia i jego skutków w celu opóźnienia, zakłócenia lub zniszczenia sił przeciwnika, jego woli walki oraz stworzenia warunków do osiągania zakładanych celów operacyjnych lub taktycznych.
Skuteczność wsparcia ogniowego zależy w dużym stopniu od jego pełnej integracji z planem operacji (walki) oraz koordynacji ognia wszystkich środków (naziemnych i powietrznych). Ponadto niezbędne jest zapewnienie warunków bezpieczeństwa wykluczających porażenie wojsk własnych i wzajemne środków wsparcia.
Podstawowym sposobem ułatwiającym koordynację wsparcia ogniowego jest wyznaczanie linii skoordynowanego ognia i koordynacji wsparcia ogniowego. Zasadnicze ograniczenia w wykonywaniu zadań wsparcia ogniowego to: korytarze powietrzne przelotu własnego lotnictwa, rejony zakazu prowadzenia ognia oraz granice bezpieczeństwa wojsk własnych.

## Wsparcie ogniowe obejmuje
- ogień artylerii
  - z zakrytych stanowisk ogniowych
  - na wprost
- uderzenia rakietowe
- uderzenia lotnicze
- użycie środków inżynieryjnych

## Rodzaje wsparcia

### Bezpośrednie wsparcie ogniowe
Wykonywanie zadań ogniowych organicznymi i przydzielonymi środkami rażenia, na korzyść pododdziałów walczących. Obejmuje ono rażenie celów znajdujących się w bezpośredniej styczności walczących wojsk, z zasady w ugrupowaniu batalionów pierwszego rzutu przeciwnika, które mają zasadniczy wpływ na rezultaty walki pododdziałów i oddziałów.
Realizowane jest z zasady do szczebla brygady, a w formie wzmocnienia ogniem również przez artylerię wyższego szczebla. Charakteryzuje się ciągłością powiązaniem z ogniem pododdziałów piechoty i czołgów oraz zaporami inżynieryjnymi i właściwościami terenu. Powinno ono zapewnić warunki do utrzymywania zajmowanych rubieży przez własne pododdziały w obronie (w miarę konieczności – zorganizowanego ich wycofania na kolejne rubieże), a w działaniach zaczepnych wykonania uderzenia w wysokim tempie przy minimalnych stratach własnych. Ogień artylerii koordynuje się z ogniem śmigłowców bojowych.
Ogień wsparcia bezpośredniego powinien:
- charakteryzować się dużą elastycznością, krótkim czasem reakcji oraz dostosowaniem do potrzeb pododdziałów walczących;
- w obronie: skutecznie hamować tempo ataku przeciwnika, dezorganizować jego jednoczesne uderzenie, uniemożliwiać efektywne wykorzystanie możliwości ogniowych jego broni pancernej i środków bezpośredniego wsparcia, a także zadawać straty w sile żywej i środkach ogniowych atakujących pododdziałów;
- w działaniach zaczepnych: zasadniczym zadaniem tej formy ognia jest obezwładnienie (zniszczenie) środków przeciwpancernych przeciwnika na kierunkach i na skrzydłach natarcia oraz innych środków ogniowych i obsługujących je żołnierzy przeciwnika, bezpośrednio przed frontem atakujących wojsk.

Wymogi te można spełnić poprzez umieszczenie bezpośrednio w ugrupowaniu pierwszorzutowych pododdziałów, elementów (środków) rozpoznania i kierowania ogniem wykorzystywanych w systemie bezpośredniego wsparcia ogniowego.

### Ogólne wsparcie ogniowe
Wykonywanie zadań ogniowych do obiektów przeciwnika, mających zasadniczy wpływ na realizację zadań przez ogólnowojskowe związki operacyjne i taktyczne.
Obejmuje ono rażenie sił i środków przeciwnika rozmieszczonych poza strefą bezpośredniej styczności wojsk (poza ugrupowaniem batalionów pierwszego rzutu przeciwnika) – głównie środki wsparcia ogniowego, obrony przeciwlotniczej, elementy systemu dowodzenia i zaopatrywania i inne ważne obiekty. Zadania te realizują środki ogniowe, będące w bezpośredniej dyspozycji dowódcy związku taktycznego i operacyjnego.
Działalność ogniowa WRiA wykonywana w ramach ogólnego wsparcia ogniowego winna być skoordynowana z uderzeniami lotnictwa, użyciem środków walki elektronicznej oraz działaniami wojsk własnych w głębi ugrupowania przeciwnika: desantów, oddziałów rajdowych i wydzielonych, a także wojsk pozostających w okrążeniu.

## Zadania wsparcia ogniowego
Realizując wsparcie ogniowe wojsk lądowych, artyleria może swoim ogniem wykonywać różnorodne zadania. Do podstawowych zadań realizowanych w ramach wsparcia ogniowego można zaliczyć: 
- prowadzenie bliskiego ognia wspierającego (ang. Close Supporting Fire)

ogień kierowany jest na cele położone w bezpośrednim sąsiedztwie walczących wojsk, z zasady na głębokość batalionów pierwszego rzutu przeciwnika; zadania skupiają się na wsparciu pododdziałów pierwszego rzutu, dezorganizowaniu u przeciwnika elementów systemu kierowania ogniem i rozpoznania, zwalczaniu środków wsparcia ogniowego znajdujących się w zasięgu rozpoznania wzrokowego, osłonie skrzydeł i luk, osłonie manewru i kontrataków wojsk własnych;
- prowadzenie głębokiego ognia wspierającego (ang. Deep Supporting Fire)

ogień kierowany jest na cele nie leżące w bezpośrednim sąsiedztwie wojsk własnych; zadania skupiają się na wzbranianiu przeciwnikowi manewru, zmniejszaniu potencjału bojowego sił wprowadzanych do walki oraz obniżaniu możliwości wykonania zadań zabezpieczenia logistycznego;
- zwalczanie artylerii (ang. Counter Battery Fire),

zwalczanie baterii ogniowych jest priorytetem i ma na celu wyeliminowanie artylerii przeciwnika aktywnej ogniowo; zadania obejmują obezwładnianie, dezorganizowanie, tłumienie i nękanie wykrytych środków ogniowych artylerii lufowej i rakietowej przeciwnika;
- dezorganizacja systemu dowodzenia (ang. Command and Control Warfare)

ma na celu pozbawienie przeciwnika możliwości dowodzenia wojskami w decydujących momentach prowadzonych działań; ogień do elementów systemu dowodzenia skupia się na obezwładnianiu, nękaniu i dezorganizowaniu pracy środków łączności węzłów dowodzenia stanowisk dowodzenia szczebla taktyczno-operacyjnego, wykonywaniu zadań amunicją specjalną zakłócającą pracę środków łączności;
- wzbranianie obrony przeciwlotniczej (ang. Suppresion of Enemy Air Defense).

ma na celu stworzenie warunków do wykonania zadań przez lotnictwo w korytarzach przelotu; ogień prowadzi się do stacji radiolokacyjnych oraz środków obrony przeciwlotniczej przeciwnika.